# 一宮 (静岡県森町)
一宮（いちみや）は、静岡県周智郡森町の地名である。本項では1889年（明治22年）の町村制施行時に同区域に存在した一宮村（いちみやむら）についても記す。

## 地理
森町の西部、天竜浜名湖鉄道天竜浜名湖線遠江一宮駅周辺に所在。敷地川上流域にあたる。東で中川・谷中・円谷・草ヶ谷・森・橘、西で袋井市川会・山田・磐田市大当所・敷地・家田・岩室・大平・虫生、南で袋井市萱間と隣接する。遠江国一宮である小国神社が鎮座する。1955年に一宮村が森町に編入された際に旧一宮村の2大字（町村制前にあった6村から編成）が大字一宮に統合されたため、周辺の大字に比べて面積が広い。

### 河川
- 敷地川

## 歴史
- 「旧高旧領取調帳」[4]の記載によると、明治初年時点で現在の大字一宮地内に周智郡赤根村・出目村・大久保村・谷崎村・宮代村・片瀬村・豊田郡米倉村の6村が存在し、赤根村が幕府領、米倉村が幕府領・旗本領の相給、その他5村が旗本領であった。
- 1868年（慶応4年）5月24日 - 徳川宗家が駿河府中藩に転封。それにともない遠江国内で領地替えが行われ、幕府領・旗本領が消滅。府中藩の管轄となる。
- 1869年（明治2年）8月7日 - 府中藩が静岡藩に改称。
- 1871年（明治4年）
  - 7月14日 - 廃藩置県により静岡県の管轄となる。
  - 11月15日 - 第1次府県統合により浜松県の管轄となる。
- 1876年（明治9年）8月21日 - 第2次府県統合により静岡県の管轄となる。
- 1875年（明治8年） - 周智郡赤根村・出目村・大久保村・谷崎村・宮代村・片瀬村が合併して周智郡五川村となる。
- 1889年（明治22年）4月1日 - 町村制施行により周智郡五川村・豊田郡米倉村が合併して周智郡一宮村が発足。大字五川・米倉が起立。
- 1955年（昭和30年）4月1日 - 森町に編入。同日一宮村廃止。大字五川・米倉がともに大字一宮となる。

## 世帯数と人口
2015年（平成27年）10月1日現在の世帯数と人口は以下の通りである。
| 大字 | 世帯数  | 人口    |
| ---- | ------- | ------- |
| 一宮 | 539世帯 | 1,869人 |

## 交通

### 鉄道
天竜浜名湖鉄道
- 天竜浜名湖線
  - 遠江一宮駅

### 道路
- 静岡県道40号掛川天竜線
- 静岡県道81号焼津森線
- 静岡県道280号宮代赤根線

## 施設
- 森町立一宮幼稚園
- 一ノ宮郵便局
- 小国神社
- 松尾神社
- 八幡神社
- 小川神社
- 八面神社
- 天神社
- 塩井神社
- 極楽寺（アジサイ寺）
- 安養寺
- 蓮増院

## その他

### 日本郵便
- 郵便番号 : 437-0226[2]（集配局：森町郵便局[5]）。